# 滔滔千里心
《滔滔千里心》是一首為1991年華東水災及2009年台灣八八水災災民籌款的合唱歌曲，香港的1994年華南水災、1998年中國水災、2004年南亞海嘯与2021年7月河南水灾的賑災活動亦有採用該歌曲。
此歌曲改編自保羅·西蒙的《Bridge over troubled water》，由周禮茂填上粵語歌詞。此歌曲並無錄音室版本，其現場版本收錄於譚詠麟1992年發行的《我的生命我的愛》專輯內。

## 1991年版本演唱歌手(排名不分先後)
太極、成龍、李克勤、吳婉芳、吳國敬、杜德偉、林姍姍、林保怡、周啟生、林楚麒、周潤發、胡渭康、徐小鳳、草蜢、夏韶聲、陳友、許志安、軟硬天師、郭富城、區瑞強、陳潔靈、張學友、梅艷芳、曾航生、彭健新、黃寶欣、葉智強、葉蒨文、葉麗儀、蔡立兒、甄妮、黎明、黎明詩、甄楚倩、劉美君、劉天蘭、劉德華、盧冠廷、盧業瑂、鍾鎮濤、羅文、藝進同學會、譚詠麟、譚耀文、蘇永康、Maria Cordero

## 軼事
直到今天，本曲仍是成龍、吳婉芳、林姍姍、林保怡、周啟生、林楚麒、周潤發、胡渭康、徐小鳳、區瑞強、陳潔靈、曾航生、葉麗儀、甄妮、黎明詩、劉天蘭、譚耀文及Maria Cordero目前唯一一首903專業推介冠軍歌。

## 外部連結
- YouTube上的滔滔千里心.HKTVTVHK.2009-08-09